# Бой у Босфора (1915)
Бой у Босфора — боестолкновение между Черноморским флотом и германо-турецкими морскими силами, произошедшее 27 апреля (10 мая) 1915 года в ходе осуществления русским флотом бомбардировки Босфорских укреплений.
Получив 3 попадания, вышедший из Босфора «Гебен» вернулся в пролив. Русские корабли потерь и повреждений не имели.

## Ход боя
На рассвете 10 мая русская эскадра, вышедшая из Севастополя 7 мая, разделилась (командование Черноморского флота не знало о нахождении «Гебена» в Чёрном море, который в это время находился в районе Эрегли):«Три Святителя» и «Пантелеймон» планировали обстрелять укрепления Босфора;«Евстафий», «Иоанн Златоуст» и «Ростислав» остались в прикрытии в 20-25 милях от пролива.
Командир линейного крейсера (Сушон в этот раз остался в Константинополе), предполагая разделение сил противника, решил его атаковать.
После того, как «Гебен» был обнаружен, Эбергард приказал «Трём Святителям» и «Пантелеймону» прекратить обстрел укреплений и присоединиться к эскадре, а сам с тремя кораблями пошёл к ним навстречу.
«Евстафий» и «Иоанн Златоуст» открыли централизованный огонь в 7 ч. 53 м с дистанции 94 каб., «Гебен» в свою очередь открыл огонь из орудий главного калибра, сосредоточив его на «Евстафий». Ход боя переломил «Пантелеймон», который в 8 ч. 05 м обогнал «Ростислав», стремясь занять третье место в строю русской эскадры. Вторым залпом с дистанции более 100 каб. он накрыл «Гебен», добившись попаданий в среднюю часть корабля. Снаряд разорвался у нижней кромки главного броневого пояса, вызвал затопление бортового коридора и вывел из строя 150-мм орудие в каземате № 2.
Вскоре в «Гебен» попало ещё два снаряда. Один прошел через бак в жилую палубу, пробил нижнюю палубу, но серьезных повреждений не нанес. Другой попал в укладку противоторпедной сети, так что она свесилась за борт. Экипаж потерь не понес.
На сходящихся курсах дистанция боя быстро уменьшилась 73 каб., и положение «Гебен» становилось опасным. Видя, что «русская тройка» снова в сборе, он отвернул в сторону и вышел из боя, продолжавшегося всего 23 минуты. В 8 ч. 16 м на дистанции 110 каб. стрельба прекратилась.
«Гебен» сделал около 160 безрезультатных выстрелов из орудий главного калибра, его противники — 169 305-мм (добившись 3-х попаданий) и 36 203-мм снарядов. Русские корабли потерь и повреждений не имели.
22-минутный огневой поединок подтвердил отличную подготовку комендоров Черноморского флота.

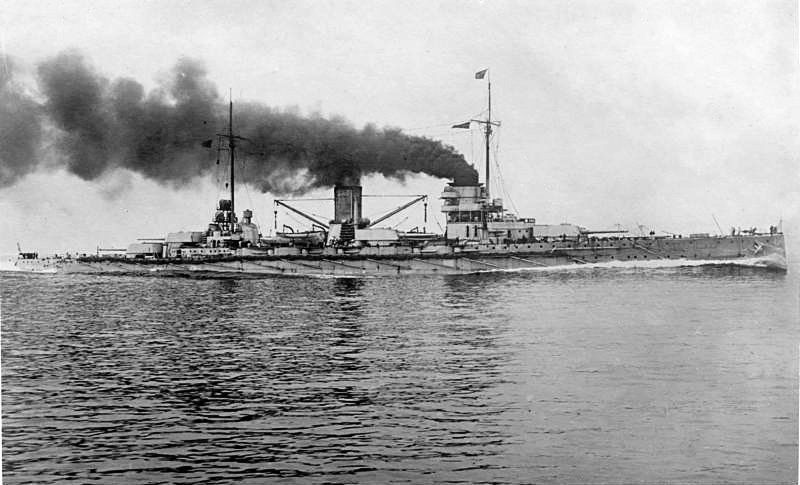
Линейный крейсер «Гебен»
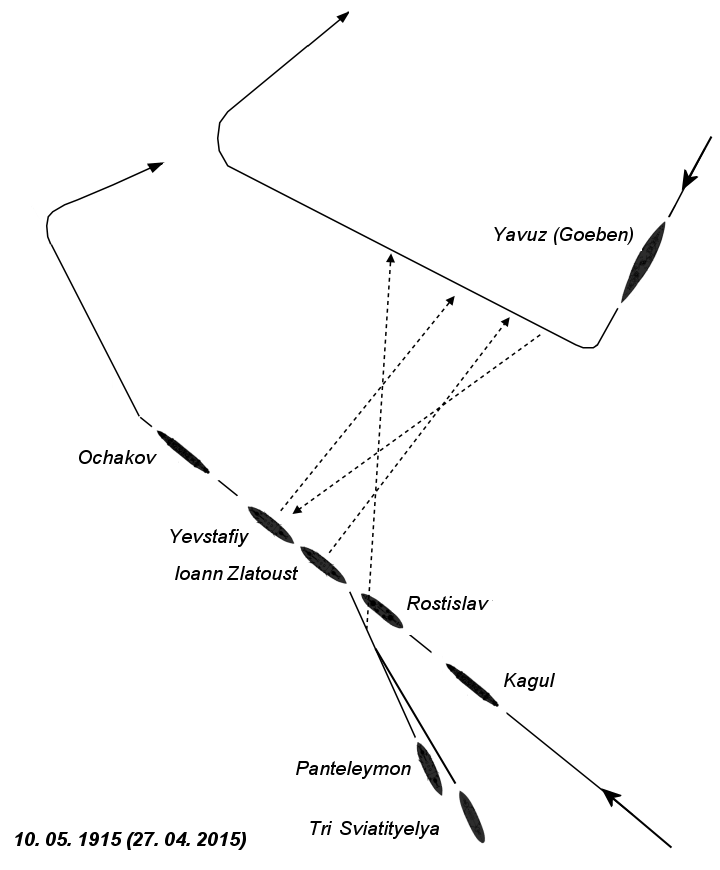
Схема боя
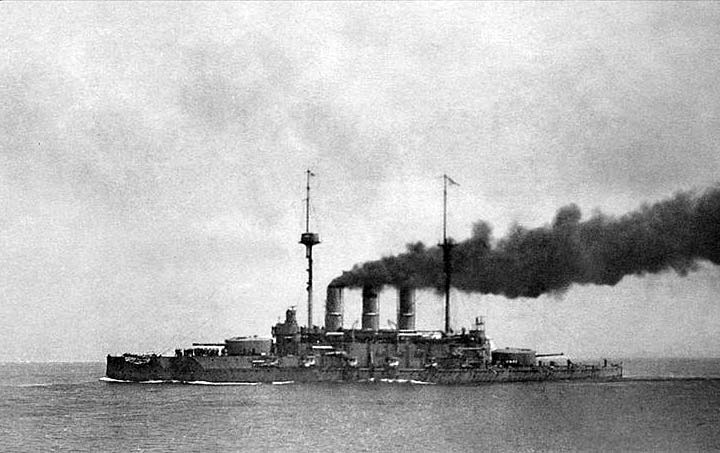
Броненосец «Иоанн Златоуст» у побережья Босфора, утро 27 апреля 1915 года. Фото сделано с борта одного из миноносцев сопровождения